# 25469 Ransohoff
25469 Ransohoff este un asteroid din centura principală de asteroizi.

## Descriere
25469 Ransohoff este un asteroid din centura principală de asteroizi. A fost descoperit pe 6 decembrie 1999 la Socorro, New Mexico, în cadrul proiectului LINEAR. Asteroidul prezintă o orbită caracterizată de o semiaxă mare de 2,32 ua, o excentricitate de 0,14 și o înclinație de 7,6° în raport cu ecliptica.